# Castel di Leva

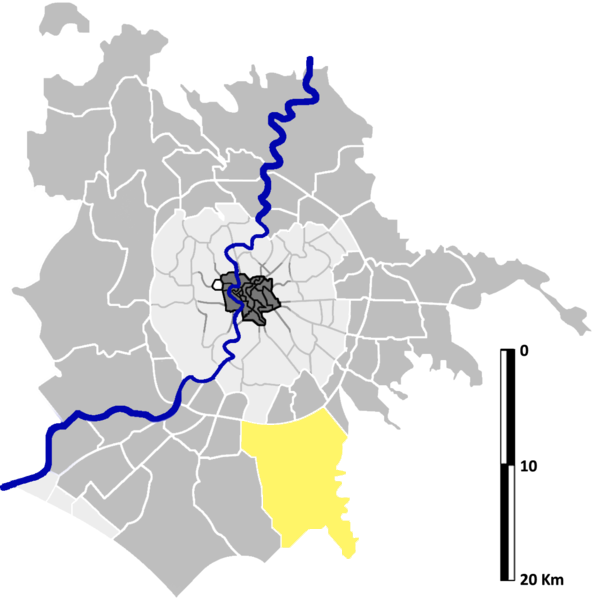
Localisation de Castel di Leva sur la carte administrative de Rome.

Castel di Leva est une zona di Roma (zone de Rome) située au sud de Rome dans l'Agro Romano en Italie. Elle est désignée dans la nomenclature administrative par Z.XXIII et fait partie des Municipio VIII et Municipio IX. Sa population est de 20 474 habitants répartis sur une superficie de 81,65 km2.

## Géographie
Castel di Leva constitue la zone la plus vaste de l'Agro Romano.

## Histoire
La zone historiquement a appartenu à l'abbaye San Paolo fuori le mura sous le nom de Castrum Leonis ce qui par déformations successives est devenu Castel di Leva.

## Lieux particuliers
- Sanctuaire Notre-Dame du Divin Amour